# Shawn Hatosy
Shawn Hatosy (* 29. prosince 1975 Frederick, Maryland, USA) je americký herec. Svou první roli získal v roce 1995 ve filmu Domů na svátky. První větší roli si zahrál v roce 1997 ve filmu All Over Me. Později hrál například ve filmech Zkurvená noc (2003), Warholka (2006), Alpha Dog (2006) nebo Špatnej polda (2009). Mimo filmy hrál rovněž v různých seriálech, například Policajti z L. A. nebo Vražedná čísla